# Михел (спомагателен крайцер)
Михел (на немски: Michel, HSK-9) е немски спомагателен крайцер на Кригсмарине от времето на Втората световна война. Това е преустроеният полски товарен кораб „Белско“ (на полски: Bielsko), в германския флот е познат като „Шиф-28“ (на немски: Schiff 41), в Кралския флот получава обозначението – „Рейдер H“.

## История
Построен е в периода 1938/39 г. на стапелите на „Данцигер Верфт“ за полските „Линии Гдиня – Америка“ (GAL). В началото на Втората световна война е реквизиран от Кригсмарине и превърнат в болничния кораб „Бон“ (на немски: Bonn). След връщането на „Видер“, при който се появява сериозен проблем с машините, е решено вместо него да се преоборудва в спомагателен крайцер „Бон“. През лятото на 1941 г. това е направено, като се използва въоръжението, свалено от „Видер“. На 7 септември 1941 г. „Михел“ влиза в строй.

## Бойни действия

### Първи поход
Макар първият поход на „Михел“ да е планиран за края на ноември 1941 г., той не може да излезе в открито море до март 1942 г. заради проточилото се преоборудване. При прекарването му през Ла Манш, под силна охрана, във френско пристанище корабът засяда на плитчина и е върнат обратно. На 14/15 март крайцерът и неговият ескорт са нееднократно атакувани от британците, но безуспешно. При втория опит, на 20 март 1942 г., излиза на плаване под командването на капитан 2-ри ранг Хелмут фон Руктешел (преди това командир на „Видер“).
„Михел“ действа в южния Атлантик, на 19 април, първият му потопен кораб става британският танкер „Патела“. На 22 април малкият торпеден катер на кораба потопява американския танкер „Кънектикът“. Атаката на 1 май на британския товарен кораб „Менелай“ е неуспешна и след предупреждението на последния, британският флот изпраща крайцера „Шропшир“ и два спомогателни кораба, но „Михел“ успава на 20 май да потопи норвежкия кораб „Каттегат“.
По-късно торпедният катер на „Михел“ открива кораба „Джордж Клаймер“ (тип „Либърти“) и с две торпеда го потопява. Британският кораб „Алкантара“, който се намира наблизо, успява да спаси екипажа. Когато германците си тръгват те са на разстояние пряка видимост от противника, но британците и американците са убедени, че ги е атакувала подводница.
След това има други успехи, „Михел“ действа в южния Атлантик и Индийския океан. След успешния поход, продължил 11 ½ месеца, корабът пристига в Япония през март 1943 г.
За 346 дни плаване той среща и потапя 15 вражески съда, с общ тонаж 99 000 брт.

### Втори поход и гибел
След ремонт корабът тръгва на 21 май 1943 г. от Йокохама под командването на капитан 1-ви ранг Гюнтер Гумприх, преди това командир на „Тор“, за своя втори поход. „Михел“ прави поход около западните брегове на Австралия, пресича Тихия океан до бреговете на Южна Америка. За пет месеца той открива и потопява още три съда, преди да се върне в Япония.
При връщането си в Япония, на 50 мили от пристанището, той е открит и потопен от американската подводница USS Tarpon (SS-175). „Михел“ потъва, спасяват се 116 души, които след три дни на лодки достигат до Япония.

### Резултати
Потопени и пленени съдове, първи поход:
| Дата              | Име на кораба      | Принадлежност  | Тонаж, брт | Бележка |
| ----------------- | ------------------ | -------------- | ---------- | ------- |
| 19 април 1942     | Patella            | Великобритания | 7468       |         |
| 22 април 1942     | Connecticut        | САЩ            | 8684       |         |
| 20 май 1942       | Kattegat           | Норвегия       | 4245       |         |
| 7 юни 1942        | George Clymer      | САЩ            | 7176       |         |
| 11 юни 1942       | Lylepark           | Великобритания | 5186       |         |
| 15 юли 1942       | Gloucester Castle  | Великобритания | 8006       |         |
| 16 юли 1942       | William F Humphrey | САЩ            | 7893       |         |
| 17 юли 1942       | Aramis             | Норвегия       | 7984       |         |
| 14 август 1942    | Arabistan          | Великобритания | 5874       |         |
| 10 септември 1942 | Empire Dawn        | Великобритания | 7241       |         |
| 11 септември 1942 | American Leader    | САЩ            | 6778       |         |
| 2 ноември 1942    | Reynolds           | Великобритания | 5113       |         |
| 29 ноември 1942   | Sawokla            | САЩ            | 5882       |         |
| 8 декември 1942   | Eugenie Livanos    | Гърция         | 4816       |         |
| 27 декември 1942  | Empire March       | Великобритания | 7040       |         |

Втори поход:
| Дата              | Име на кораба    | Принадлежност | Тонаж, брт | Бележка |
| ----------------- | ---------------- | ------------- | ---------- | ------- |
| 15 юни 1943       | Hoegh Silverdawn | Норвегия      | 7715       |         |
| 17 юни 1943       | Ferncastle       | Норвегия      | 9940       |         |
| 11 септември 1943 | India            | Норвегия      | 9977       |         |

Тонажът на потопените и пленени от „Михел“ съдове е 127 000 брт.

## Коментари
1. ↑  От на немски: Handelsstörkreuzer, което означава спомагателен крайцер номер 9.
2. ↑  „Шиф-28“ (нем. „Schiff 28“) – в превод от немски език означава „Плавателен съд № 28“.